# J Dilla
J Dilla (eigentlich James Dewitt Yancey, * 7. Februar 1974 in Detroit, Michigan; † 10. Februar 2006 in Los Angeles, Kalifornien), auch Jay Dee genannt, war ein amerikanischer Hip-Hop-Musiker und Produzent.

## Leben
J Dilla begann seine Karriere als Jay Dee, nannte sich aber ab 2001 selbst J Dilla.
James Yancey war früher Mitglied der Hip-Hop-Gruppe Slum Village, die er jedoch nach deren erstem offiziellen Album Fantastic Vol. 2 verließ. Das erste Mal in Erscheinung trat er durch die Zusammenarbeit mit The Pharcyde Mitte der 1990er Jahre und dem Debüt der Hip-Hop-Formation 1st Down. Danach produzierte er Musik für Rap-Künstler wie A Tribe Called Quest (mit deren Mitgliedern Q-Tip und Ali Shaheed Muhammad er das Produzententeam The Ummah bildete), Busta Rhymes, Common, De La Soul und The Roots. Auch Soul-Künstler wie Erykah Badu, D’Angelo und Dwele kamen in den Genuss seiner Produktionen.
Im Jahr 2001 erschien sein erstes Soloalbum Welcome 2 Detroit auf dem britischen Independent-Label BBE als Teil der "Beat Generation"-Serie.
Ruff Draft kam 2003 auf dem deutschen Label Groove Attack als Vinyl heraus. 2007 wurde es auf Stones Throw wieder veröffentlicht. Die abstrakten und experimentell klingenden Tracks, in denen er mit verschiedenen Styles spielte, produzierte J Dilla selbst (damals noch als Jay Dee) und nahm sie innerhalb einer Woche auf, ohne sie zu mastern.
Im selben Jahr veröffentlichte er zusammen mit Madlib unter dem Namen Jaylib das Album Champion Sound.
Anfang 2005 spekulierten die Medien nach einem längeren Krankenhausaufenthalt immer wieder über seine gesundheitliche Verfassung, da er nach Angaben des Schlagzeugers Questlove, der eng mit ihm befreundet war, an der unheilbaren Autoimmunkrankheit Lupus litt. Seine Europa-Tournee desselben Jahres absolvierte J Dilla im Rollstuhl.
Im Februar 2006, nur drei Tage vor seinem Tod, erschien sein vorerst letztes Soloalbum Donuts, das er fast gänzlich im Krankenhaus mit einem Boss SP-303 Sampler und einem tragbaren Plattenspieler produzierte. Das Album The Shining hatte er noch zu 75 % selbst fertiggestellt, es wurde mit Erlaubnis seiner Mutter Maureen 'Ma Dukes' Yancey von Karriem Riggins als Executive Producer vollendet. Die Starproduzenten Kanye West und Pharrell Williams sehen J Dilla als ihren Lieblingsproduzenten.
Am frühen Morgen des 10. Februar 2006 verstarb James Yancey in einem Krankenhaus in Los Angeles.

## Nach seinem Tod
2006 gründete seine Mutter die The J Dilla Foundation.
Ein Jahr nach seinem Tod wurde er mit dem Plug Award für den Artist of the Year und dem Record Producer of the Year geehrt.
2008 erschien Pay Jay. Das Album wurde 2001 aufgrund interner Änderungen beim Label MCA verschoben. Dilla produzierte hier nicht Beats für Rapper, sondern ließ sich Beats von seinen Lieblingsproduzenten Kanye West, Madlib, Hi-Tek, Supa Dave West, Nottz, Questlove, Karriem Riggins und Pete Rock geben, auf denen er selbst rappte.
Im selben Jahr erschien das Debütalbum seines jüngeren Bruders Illa J auf Delicious Vinyl Rec. mit dem Titel "Yancey Boys".
Alle Beats sind bis dahin unveröffentlichte Produktionen aus J Dillas Anfangszeit.
Es ist gleichzeitig auch das letzte Album, das komplett aus Jay-Dee-Produktionen besteht.
Auch Q-Tips Song Move von seinem Album The Renaissance wurde von J Dilla produziert.
Tribute Songs
- 2008 veröffentlichten Mick Boogie und Busta Rhymes das Mixtape "Dillagence" auf dem Namen wie Talib Kweli, M.O.P., Raekwon, Cassidy & Papoose auf Dilla Beats rappen.
- Erykah Badu in "The Healer" auf ihrem Album "New Amerykah Part One (4th World War)". Ebenfalls mit Questlove auf "Telephone" basierend auf einer von Dillas Mutter erzählten Geschichte über seine Visionen, bevor er starb.
- Commons Album Titel "Finding Forever" ist ein Tribut an Jay Dee.
- Der Song Can’t Stop This auf dem Album Game Theory von The Roots
- Madlibs Alben "Beat Konducta Vol. 5: Dil Cosby Suite" und "Beat Konducta Vol. 6: Dil Withers Suite" zusammen mit J.Rocc ist Dilla gewidmet.
- Robert Glasper (Jazz Pianist) - "J Dillalude"
- Charles Hamilton veröffentlichte ein Mixtape mit dem Namen "And Then They Played Dilla", indem er in einigen Tracks an Dilla gedenkt.
- Flying Lotus - "Fall In Love"
- Q-Tip mit dem Song "Shaka" auf seinem Album "The Renaissance".
- DJ Spinna machte zwei Dilla Tributes auf 45. Das erste namens "Dilla is the G.O.A.T." ist ein Instrumental. Das zweite, "Dillagence", enthält dieselben Produktionen wie im ersten, aber mit Vocals von Phonte (Little Brother). Alle Lyrics wurden älteren Dilla Songs entnommen.
- J Dillas Bild ist das erste auf einer Wand mit anderen verstorbenen Hip-Hop-Künstlern, die am Ende des Videos von KRS-One & Marley Marls "Hip Hop Lives" zu sehen ist.
- Termanology veröffentlichte ein Tribute-Mixtape namens "If Heaven Was A Mile Away"
- Der Song "Atmósfera Roja" (2011) des venezolanischen Rappers Ríal Guawankó ist ein Tribut an J Dilla. Der Song basiert auf "The Look Of Love" von Slum Village.
- Phife Dawg veröffentlichte 2014 den Tribute-Song "Dear Dilla"
- XXXTentacion rappte auf seiner EP „A GHETTO CHRISTMAS CAROL“ aus dem Jahre 2017 im Song „hate will never win“ auf einen J Dilla Beat, der den Namen „Life“ trägt.

Außerdem widmete ihm der Comedian und Schauspieler Dave Chappelle nach seinem Tod seine zwei Monate zuvor veröffentlichte Musikdokumentation Block Party.

## Diskografie

### Solo
- 2001: Welcome 2 Detroit (BBE)
- 2003: Ruff Draft (Groove Attack) (Re-Issue 2007 auf Stonesthrow)
- 2006: Donuts (Stonesthrow)
- 2006: The Shining (BBE)
- 2007: Jay Love Japan (Operation Unknown)
- 2008: Pay Jay (unveröffentlichtes MCA Album von 2001)
- 2012: Rebirth of Detroit (Ruff Draft)
- 2012: Dillatroit (Mahogani)
- 2013: The Lost Scrolls Vol. 1 (Ruff Draft)
- 2013: Lost Tapes Reels (Mahogani)
- 2014: Give Them What They Want (Pay Jay)
- 2014: Smell the Da.I.S.Y. (mit De La Soul) (AOI)
- 2015: Dillatronic (Vintage Vibez)
- 2016: The Diary (Pay Jay)

### Features
Mit Slum Village
- 1997: Fan-tas-tic Vol.1 (Donut Boy Recordings) (Re-Release 2006 auf Counterflow Records)
- 1998: Fan-tas-tic Vol.2 (unveröffentlichtes Interscope Promo)
- 2000: Best Kept Secret EP (Groove Attack) (als J-88)
- 2000: Fantastic Vol. 2 (Goodvibe)

Mit Madlib als Jaylib
- 2003: Champion Sound

Mit Phat Kat als 1st Down
- 1995: A Day wit the Homiez EP (Pay Day Records) (Re-Release 2002 auf RonnieCash.com)

### Kompilationen
- 1997: Jay Dee Unreleased Remixes EP (House Shoes Records)
- 2003: J. Yancey aka Jay Dee (Source)
- 2007: Jay Deelicious: The Delicious Vinyl Years (Delicious Vinyl Records)
- 2007: Dillagence (mit Busta Rhymes und Mick Boogie)
- 2007: Beats, Rhymes and Life (Sillon Noir)
- 2007/2008: Anthology Volume 1 - 6 (Grand Slam)
- 2007/2008: Thank You Jay Dee, Act 1. - Act 3. (gemixt von J.Rocc)
- 2009: Jay Stay Paid (produziert von Pete Rock, Groove Attack)

### Instrumental / Beat Tapes
- The Official Jay Dee Instrumental Series Vol.1: Unreleased - 2002(Bling 47)
- The Official Jay Dee Instrumental Series Vol.2: Vintage - 2003(Bling 47)
- Old Donuts
- Beat CD 2004
- Beat CD '05 #1
- Beat CD '05 #2
- Beat CD '05 #3
- Beat CD '05 #4 - Feb 2005
- Another Batch - 1998
- Da 1st Installment
- The Next Installment - 2005
- Unreleased Beats - 2005

Hierzu kommt eine große Anzahl an verschiedensten Produktionen für diverse Künstler.